# Huiloapan de Cuauhtémoc
Huiloapan de Cuauhtémoc là một đô thị thuộc bang Veracruz, México. Năm 2005, dân số của đô thị này là 6232 người.